# Hermbstaedtia
Hermbstaedtia là chi thực vật có hoa trong họ Amaranthaceae.